# Sidi-Fredj (Alger)
 (septembre 2013).
Pour les articles homonymes, voir Sidi Fredj.
Sidi-Fredj, (en arabe : سيدي فرج), et aussi Sidi-Ferrudj, Sidi-Ferruch, est une presqu'île située à 30 kilomètres à l'ouest de la capitale algérienne, Alger. Elle fait partie de la commune de Staoueli.
C'est le lieu historique du débarquement des Français commencé le 14 juin 1830 qui a permis à l'armée française la prise d'Alger survenue le 5 juillet. Première opération qui a conduit à la destruction du pouvoir des Deys et de la régence d'Alger, ce débarquement est aussi considéré comme le premier acte de la conquête de l'Algérie par la France.
Dans les années 1970, la baie à l'est de la presqu'île a connu le développement d'un centre touristique attractif, dont plusieurs bâtiments ont été dessinés par l'architecte français Fernand Pouillon.

## Histoire

### Époque contemporaine

#### Débarquement des Français en 1830

##### Préparatifs
Les divers corps devant constituer l'armée d'invasion se réunissent dans le Vaucluse, les Bouches-du-Rhône et le Var dans le courant d'avril 1830, et s'exercent aux grandes manœuvres en attendant leur embarquement
L'armée, sous le commandement du comte de Bourmont, est composée de trois divisions, commandées par les lieutenants-généraux Pierre Berthezène, Nicolas de Loverdo, et Amédée de Pérusse des Cars (duc des Cars). Le génie est commandé par le général Valazé, et l'artillerie par le général Jean Ernest Ducos de La Hitte. Au total, 34 184 combattants (et seulement 500 chevaux de cavalerie), et 3 389 non combattants (40 guides et interprètes, personnel médical, intendance, train, gendarmerie, etc.).
La flotte, commandée par le vice-amiral Guy-Victor Duperré, est composée de 100 bâtiments de guerre, dont 7 bateaux à vapeur, de 357 navires de transport nolisés, dont 119 français et 238 étrangers, et de 53 chalands de débarquement transportés sur une flottille de navires de transbordement.
Le matériel à transporter est considérable, et en particulier 82 bouches à feu pour l'artillerie de siège et 30 bouches à feu pour l'artillerie de campagne.
L'embarquement du matériel s'opère fin avril et début mai, et les troupes embarquent du 11 au 18 mai. Après quelques jours de mauvais temps, la flotte quitte enfin Toulon le 25 mai 1830, devant une foule de curieux accourus de la France entière. La traversée connaît quelques péripéties. À 15 miles des côtes africaines, le 30 mai au soir, et alors que le débarquement se prépare, le temps fraîchit, et l'amiral Duperré décide de virer de bord et de rester au large, puis, devant une mer assez grosse, met le cap le 1er juin sur Palma de Majorque, d'où la flotte repart le 10 au matin, et arrive en vue des côtes le 12 juin à 4 h. Mais à nouveau, le vent se renforçant, l'amiral met cap au nord, et remet enfin le cap sur Alger le 12 à 21 h. Les côtes sont en vue le 13 juin à 4 h, le vent est violent, mais on sent qu'il faiblit. La ville apparaît et la flotte se dirige droit dessus, puis brusquement vire à tribord, double le cap Caxine, et se dirige vers Sidi-Fredj.

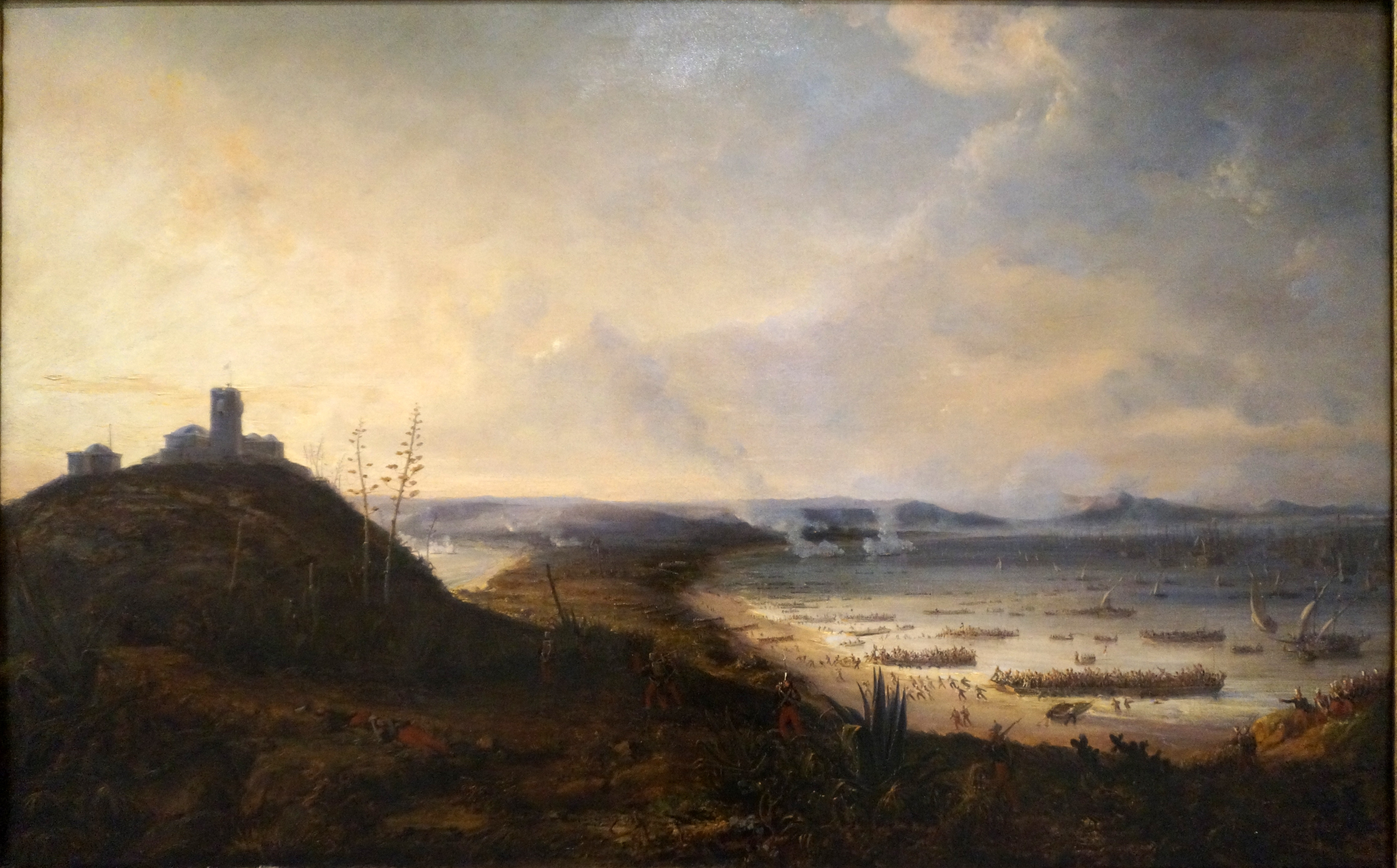
Sidi-Fredj par Pierre-Julien Gilbert, 1836.

##### Le débarquement du 14 juin 1830

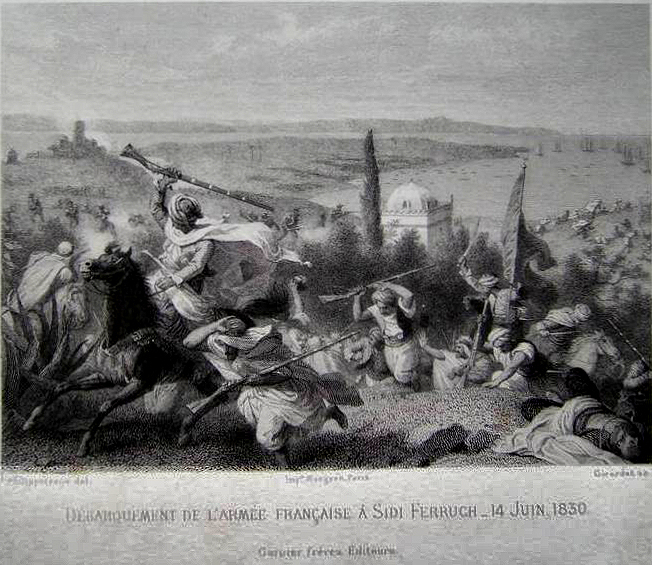
14 juin 1830.

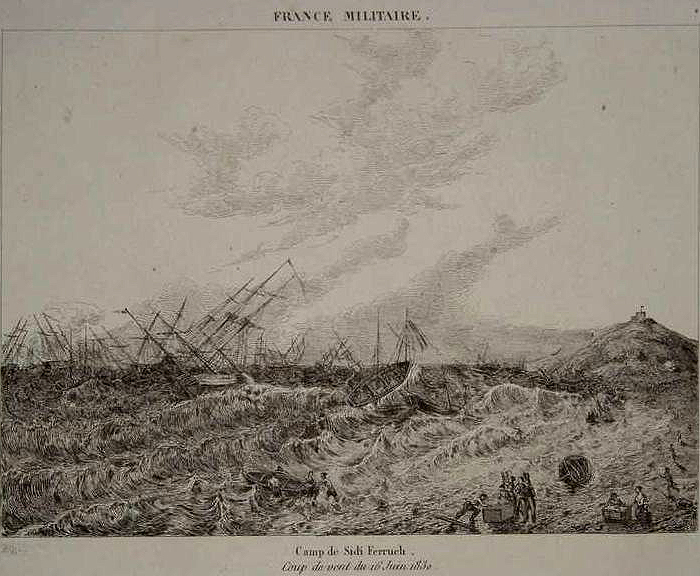
Camp de Sidi Ferruch : coup de vent du 16 juin 1830.

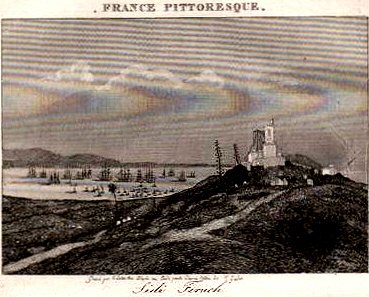
Gravure de Sidi Ferruch de 1835.

L'armée navale, qui parvient au mouillage dans la petite baie à l'ouest de Sidi-Fredj  vers la mi-journée, est composée en trois escadres : une escadre de combat destinée à l'attaque des forts et des batteries pendant que la seconde escadre de débarquement doit mettre les troupes à terre, et une escadre de réserve. Elle s'attend à une résistance sévère, mais la batterie proche de Torre Chica et de la Zaouïa du marabout de Sidi-Fredj  a été totalement désarmée, et une autre batterie à peu de distance se signale par quatre bombes dont une blesse un matelot du Breslaw en éclatant. La fin de la journée approchant et la défense ottomane paraissant devoir être sans consistance, le débarquement est repoussé au lendemain.
Alger est informé depuis deux mois par les journaux français que le débarquement s'effectuera à Sidi-Fredj, mais pensant qu'il s'agit d'une ruse, Ibrahim Agha et gendre du dey Hussein, a établi son quartier général à l'est d'Alger, à Bordj-el-Arrach (Maison-Carrée). Edmond Pellissier de Reynaud avance que le dey lui-même a décidé de ne pas s'opposer au débarquement, redoutant le feu de la marine contre ses troupes, et pensant que son armée fera mieux contre les Français dans l'intérieur des terres.
La première division débarque le 14 juin au point du jour, forme ses colonnes, et marche sur son adversaire, retiré à quelque distance sur le sommet d'une ondulation de terrain au sud de Torre Chica, et couvert par trois batteries qui ouvrent le feu dès que les Français avancent, mais leur marche ne faiblissant pas, les Ottomans doivent abandonner leurs batteries et faire retraite à quelque distance, ils tiraillent toute la journée contre la première division qui couvre le débarquement de la seconde, et ces deux divisions établissent leurs bivouacs sur deux lignes.
Durant ce temps, la troisième division débarque, établit ses bivouacs sur le promontoire même de Sidi-Fredj, et y commence les travaux d'un camp retranché en établissant une coupure séparant le promontoire du continent. Ces travaux dureront huit jours. Les troupes débarquées commencent le débarquement des ravitaillements et du matériel, où manque cependant l'artillerie de siège, dont les navires de transport ne sont pas encore rendus à bon port et se feront attendre plusieurs jours, motivant chez le comte de Bourmont un attentisme qui aura quelques suites fâcheuses pour ses troupes.

##### Suite des opérations
Du 14 au 19 juin, les troupes françaises conservent leurs positions, sous le feu de tirailleurs dont les armes avaient plus de portée que les leurs. Cependant, les « fusils de rempart » (150 ont été embarqués à Toulon) et l'artillerie française permettent de maintenir la position, pendant que le débarquement du matériel se poursuit, seulement interrompu le 16 par une tempête qui fait craindre un instant aux Français que l'expédition soit compromise. Le camp retranché continue de s'établir sur la presqu'île de Sidi-Fredj, en faisant presque une ville.
Dans le même temps, une partie de la milice ottomane est arrivée d'Alger sous les ordres de Ibrahim Agha, et se renforce en établissant quelques batteries au centre de ses positions. Pellissier de Reynaud estime les forces adverses à 20 000 hommes tout au plus. Le soir du 18 juin, le général Berthezène est averti qu'il sera attaqué le lendemain. En effet, le 19 au matin, toute la ligne française est attaquée par un feu de tirailleurs et d'artillerie de campagne. Ce feu dure plusieurs heures, et les généraux, qui n'ont point d'ordre de passer à l'offensive, sollicitent Bourmont de venir sur le champ de bataille pour juger de la menace. Il ordonne l'assaut, et les colonnes françaises enfoncent les forces de la Régence, qui se débandent en abandonnant leur artillerie, et sont poursuivies jusqu'à leur camp établi à Staoueli, qui est pris. Le bilan de cette « bataille de Staoueli » serait de 3 000 à 4 000 Ottomans de la Régence tués, et de 600 Français tués ou blessés.
La suite des opérations qui conduiront à la prise d'Alger sort dorénavant de l'espace de Sidi-Fredj.
Dès le 7 juillet, ordre est donné pour que le camp retranché de Sidi-Fredj, devenu sans utilité, soit désarmé, et ses redoutes abandonnées : ce qui est achevé le 29 juillet.

##### La trappe de Staoueli
Les Moines Trappistes de Staoueli, avec l'aide du gouvernement français et en particulier du général Thomas Robert Bugeaud, fondent sur un lit de boulets de canons de la bataille de Staoueli, à Sidi-Fredj, une trappe (1843-1904) ayant pour devise, d'inspiration coloniale : Par l'épée, la croix et la charrue (« ense, cruce et aratro »).

### L'indépendance de l'Algérie
Le 5 mai 1930, une stèle de quinze mètres (15 m) de haut avec un bas-relief symbolisant sous les traits de deux femmes, l'union de la France et de l'Algérie commémorant le centenaire de la présence française réalisé par Émile Gaudissant est inauguré par le président Gaston Doumergue. Au jour de l'indépendance de l'Algérie, ayant appris que le Front de libération nationale voulait détruire celui-ci, un groupe de sous-officiers et d'officiers du 3e régiment de parachutistes d'infanterie de marine récupère les fresques dans la nuit du 5 au 6 juillet 1962 et jette les gravats à la mer. Celles-ci sont désormais installées à Port-Vendres.

## Tourisme
Sidi-Fredj possède de nombreuses plages de sable, qui en font un site touristique et balnéaire réputé à l’ouest d’Alger.

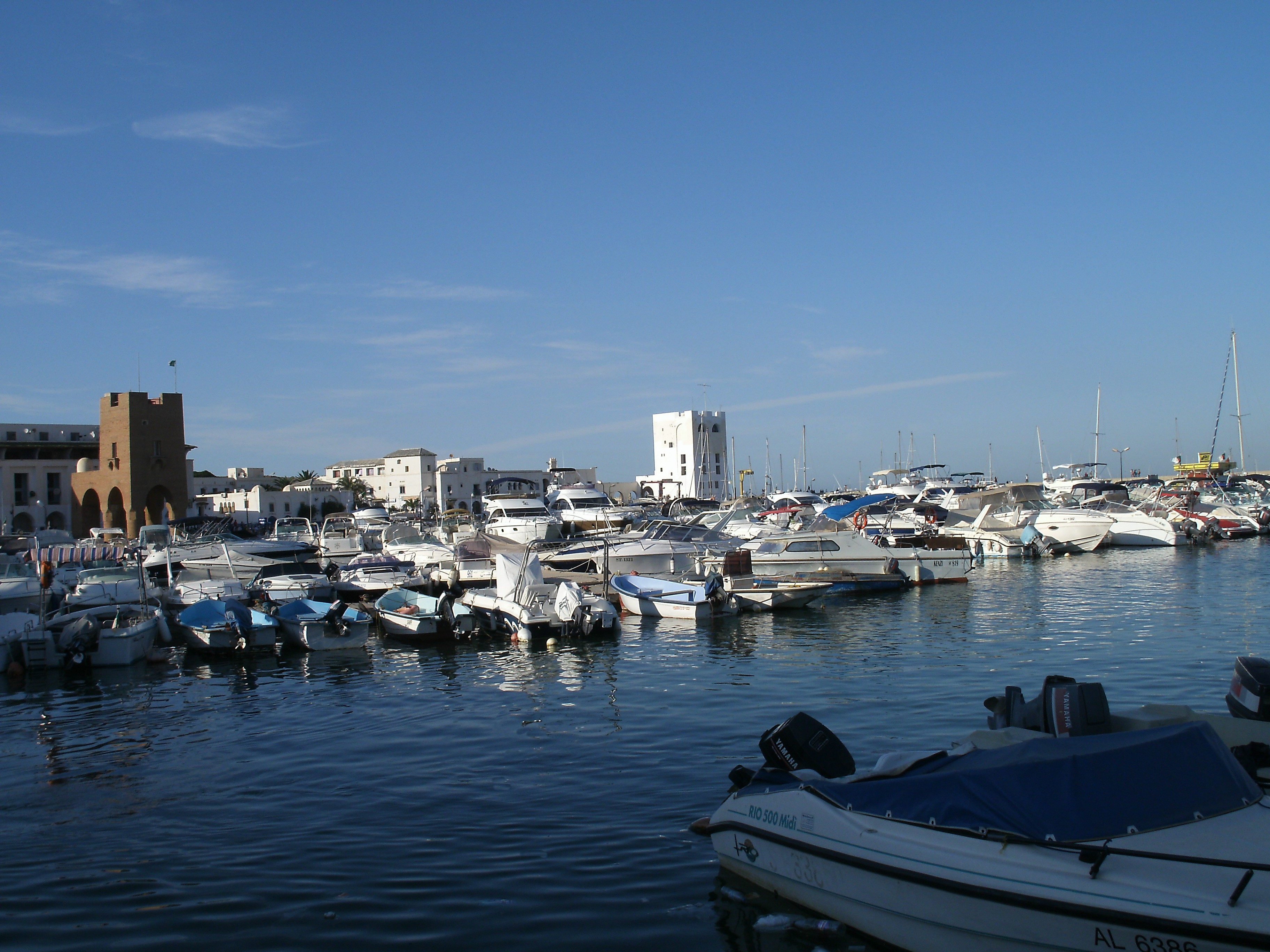
Le port de plaisance.
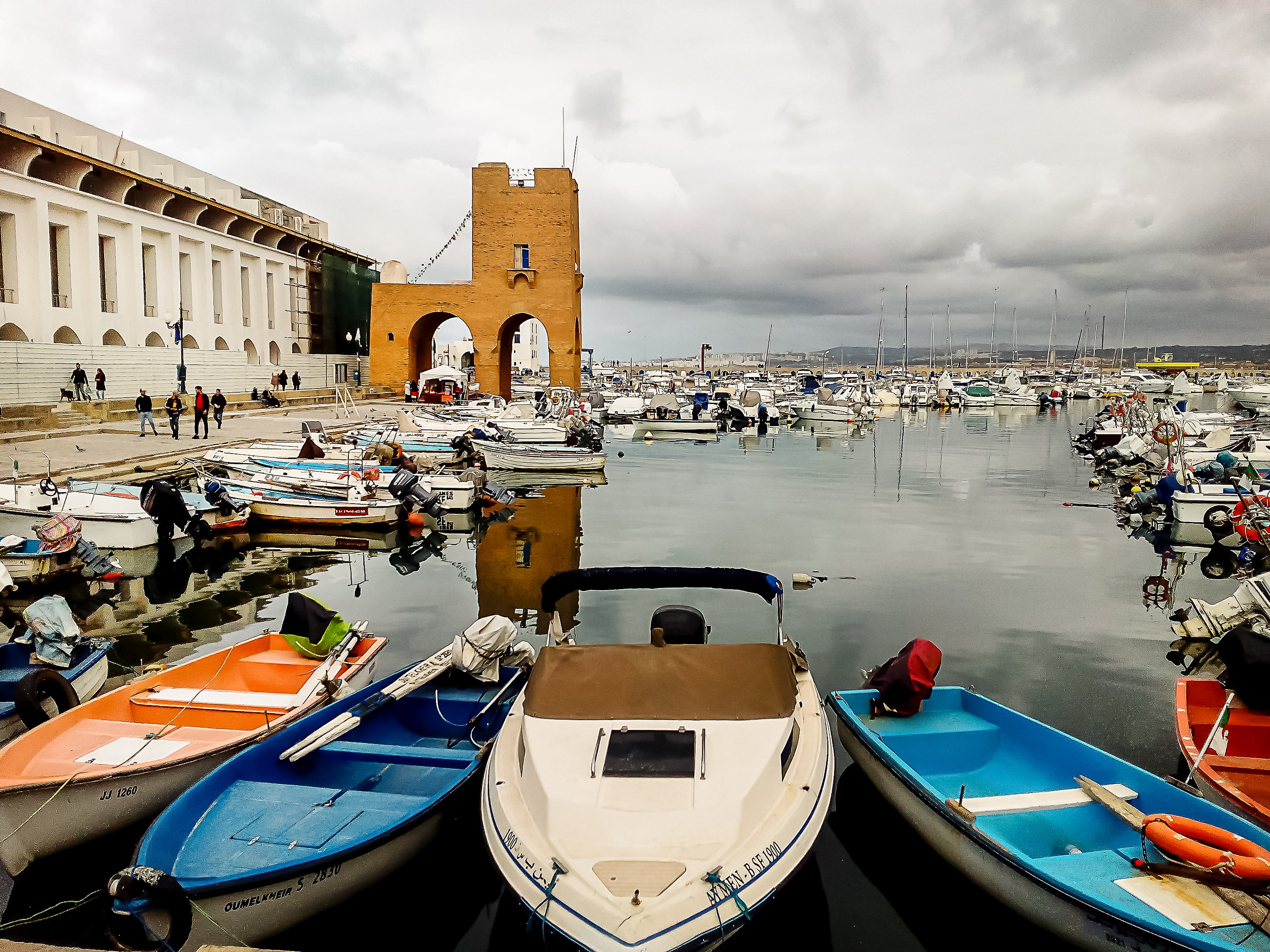
Le port de plaisance.
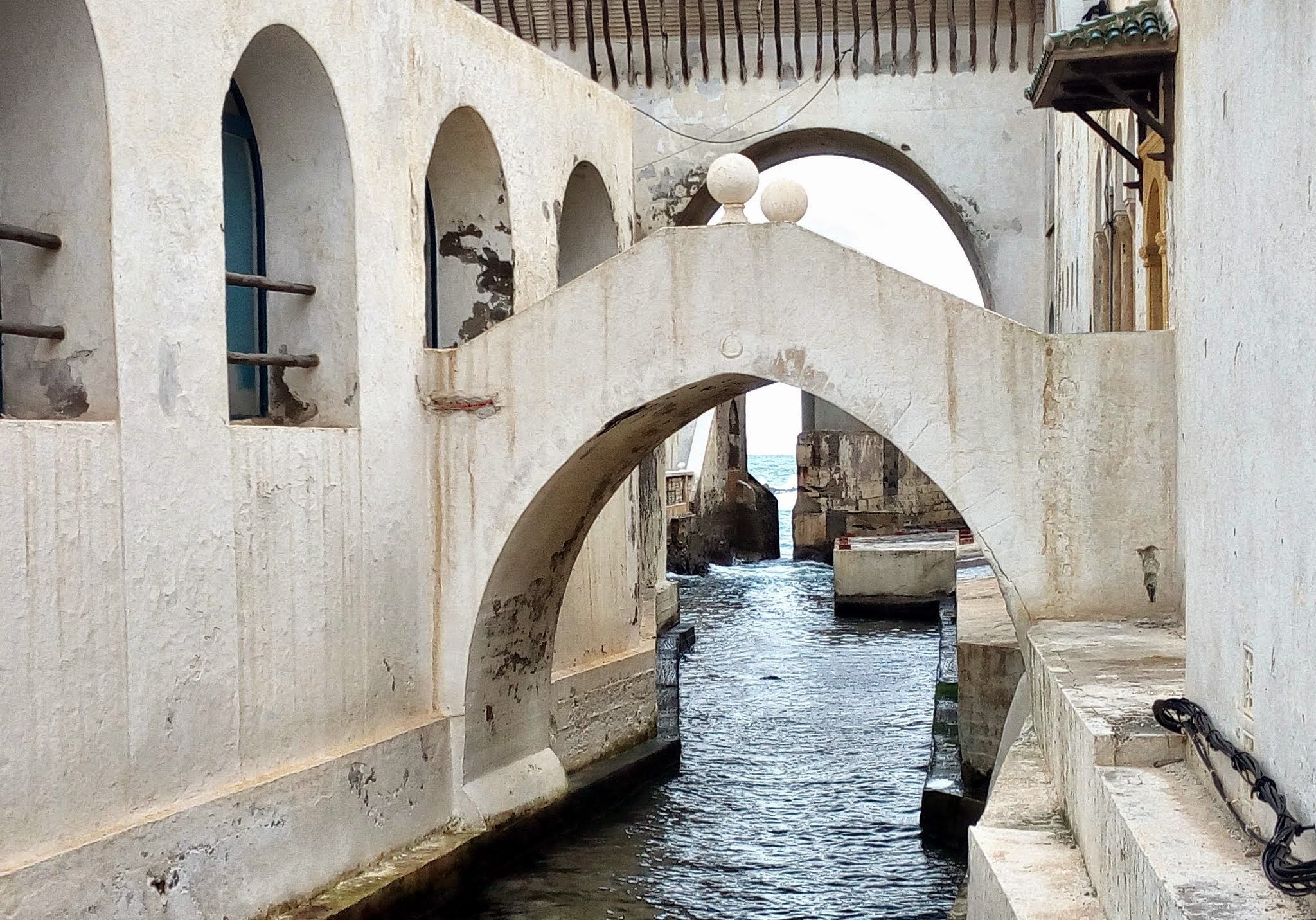
Pont de l'hôtel El Marsa.
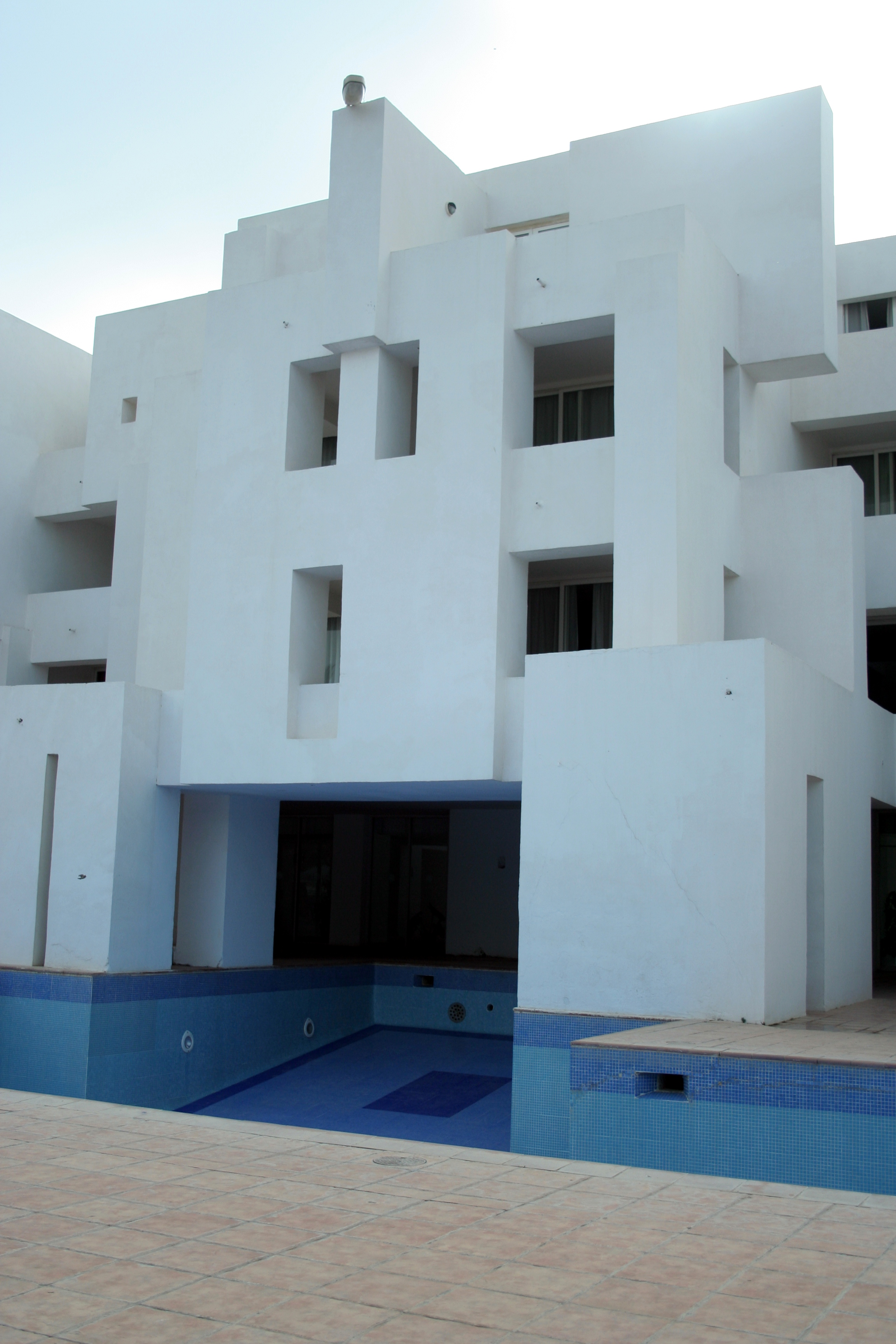
L'hôtel El Marsa, par Fernand Pouillon.

Elle possède également des sites de camping, des résidences-villa et des plages privées équipées de yachts, de pédalos et de jet-skis. Les endroits fréquentés par les personnes aisées sont la plage de l'hôtel El Riadh, les thalassos-hammam et les spas.

## Biodiversité
Cette presqu'île côtière possède une riche faune et flore. Elle englobe une partie de la forêt de Zéralda partagée avec des communes limitrophes. Elle abrite aussi la forêt de Sidi Fredj sur une superficie de 44 hectares. Cette biodiversité est gérée par la Conservation des forêts d'Alger (CFA) sous la tutelle de la Direction générale des forêts (DGF).